# Annalisa Azzoni
Annalisa Azzoni (* 1964) ist eine US-amerikanische Professorin mit italienische Wurzeln an der Vanderbilt University. 

## Wirken
Annalisa Azzoni’s Forschungsgebiet umfasst die Hebräische Bibel, Westsemitische Sprachen und altorientalische Geschichte. Sie ist international anerkannt als Spezialistin für aramäische Sprachen und Herausgeberin der aramäischen Texte des Festungsarchivs von Persepolis am Oriental Institute der University of Chicago. Für ihre Leistungen wurde sie mit mehreren Preisen geehrt.

## Veröffentlichungen (Auszug)
- The Bowman MS and the Aramaic Tablets. In: Pierre Briant, Wouter F. M. Henkelman, Matthew W. Stolper (Hrsg.): L’archive des fortifications de Persépolis - état des questions et perspectives de recherches (=Persika. Band 12). Paris 2009, S. 253–274.
- The private lives of women in Persian Egypt. 2013. (Überarbeitete Version der Dissertation von 2001)
- From the Persepolis Fortification Archive Project 5: The Aramaic Epigraph ns(y)ḥ on Elamite Persepolis Fortification Documents (=Achaemenid Research on Texts and Archaeology. Band 5). Paris 2015, S. 48–82. (Zusammen mit Matthew Stolper) Online
- From Mari to Jerusalem and back: Assyriological and Biblical studies in honor of Jack Murad Sasson. 2020